# Drago Pašalić
Drago Pašalić (ur. 23 czerwca 1984 w Splicie) – chorwacki koszykarz, reprezentant kraju występujący na pozycjach skrzydłowego oraz środkowego, aktualnie zawodnik Donar Groningen.
W 2005 roku rozegrał 5 spotkań w barwach Chicago Bulls, podczas letniej ligi NBA w Las Vegas, natomiast rok później tyle samo podczas rozgrywek w Orlando.
3 stycznia 2016 roku został zawodnikiem MKS Dąbrowy Górniczej.

## Osiągnięcia
Drużynowe
- Mistrz:
  - Chorwacji (2003)[3]
  - Holandii (2017)
- Wicemistrz Chorwacji (2001)[3]
- Brązowy medalista mistrzostw Polski (2015)
- Zdobywca:
  - pucharu:
    - Chorwacji (2004)[3]
    - Bośni i Hercegowiny (2014)[4]
    - Holandii (2017)

  - superpucharu Holandii (2016)
- Finalista:
  - Superpucharu Hiszpanii (2008)[3]
  - Pucharu Ukrainy (2011)[4]
- 3. miejsce w:
  - Eurocup (2009)
  - Pucharze Hiszpanii (2008)
- Uczestnik rozgrywek:
  - Suproligi (2000/01)
  - Pucharu Saporty (2001/02)

Indywidualne
- Uczestnik[3]:
  - chorwackiego meczu gwiazd (2005)
  - słoweńskiego meczu gwiazd (2012)[4]
  - Reebok Eurocampu (2004)
- MVP 7. kolejki ligi słoweńskiej SKL (2011/12)[1]

Reprezentacja
- Mistrz:
  - Igrzysk Śródziemnomorskich (2009)[5]
  - Europy U–18 (2002)[3]
- Uczestnik:
  - mistrzostw Europy (2007 – 6. miejsce)
  - mistrzostw Europy U–20 (2004 – 12. miejsce)[5]
  - mistrzostw Europy U–16 (1999 – 9. miejsce)[5]
  - mistrzostw świata U–19 (2003 – 4. miejsce)